# الساموراي السبعة
الساموراي السبعة (باليابانية: 七人の侍) هو فيلم أكشن ساموراي ملحمي ياباني صدر سنة 1954، شارك في كتابته، وحرره، وأخرجه أكيرا كوروساوا. تدور أحداث الفيلم في عام 1586 في فترة سينغوكو من التاريخ الياباني، ويتتبع قصة قرية من المزارعين اليائسين الذين يسعون إلى استئجار الساموراي لمحاربة قطاع الطرق الذين سيعودون بعد الحصاد لسرقة محاصيلهم.
في ذلك الوقت، كان الفيلم هو أغلى فيلم تم إنتاجه في اليابان. استغرق التصوير سنة كاملة وواجه العديد من الصعوبات. لقد كان ثاني أعلى فيلم محلي ربحًا في اليابان عام 1954. وقد قارنت العديد من المراجعات الفيلم بأفلام الغرب الأمريكي.
يعتبر فيلم الساموراي السبعة واحدًا من أعظم الأفلام وأكثرها تأثيرًا في تاريخ السينما. منذ إصداره، احتل باستمرار مرتبة عالية في قوائم النقاد لأعظم الأفلام، مثل استطلاعات الرأي من مجلة المشهد والصوت التي تصدرها مؤسسة معهد الفيلم البريطاني ومن روتن توميتوز. كما تم التصويت عليه كأفضل فيلم بلغة أجنبية على الإطلاق في استطلاع رأي النقاد الدوليين الذي أجرته بي بي سي لعام 2018. يعتبر أحد أكثر الأفلام «المعاد صياغتها والمرجعي» في السينما.

## القصة
في عام 1586، تناقش عصابة من قطاع الطرق مداهمة قرية جبلية، لكن زعيمهم يقرر الانتظار حتى ما بعد الحصاد للحصول على محصول أفضل. سمع القرويون ذلك، فاتجهوا إلى جيساكو، شيخ القرية والطحان. يخطط جيساكو لتوظيف الساموراي لحماية القرية. نظرًا لعدم وجود أموال لديهم ولا يمكنهم سوى تقديم الطعام كدفعة، ينصح جيساكو القرويين بالعثور على الساموراي «الجياع».
أثناء السفر إلى بلدة مجاورة، يجد القرويون كانبي، وهو رونين مسن ولكنه ذو خبرة، والذي يرونه ينقذ صبيًا صغيرًا من لص. يطلب شاب ساموراي يُدعى كاتسوشيرو أن يصبح تلميذًا لكانبي. يطلب القرويون مساعدة كانبي، فيوافق على مضض. ثم يقوم بتجنيد رفيقه القديم في السلاح شيشيروجي، جنبًا إلى جنب مع جوروبي وهيهاتشي وكيوزو، وهو مبارز قليل الكلام ينظر إليه كاتسوشيرو برهبة. تم قبول كيكوتشيو، الساموراي المتوحش وغريب الأطوار، في النهاية أيضًا بعد فشل محاولات إبعاده.
عند وصولهم إلى القرية، بدأ الساموراي والمزارعون في الثقة ببعضهم البعض ببطء. يلتقي كاتسوشيرو بشينو، ابنة مزارع تنكرت في زي صبي من قبل والدها، وينام معها على الرغم من علمه بأن الاختلاف في طبقتهما الاجتماعية يمنع ذلك. في وقت لاحق، يغضب الساموراي عندما يجلب لهم كيكوتشيو الدروع والأسلحة، التي حصل عليها القرويون بقتل الساموراي الآخرين المصابين أو الفارين من المعركة. يرد كيكوتشيو بغضب قائلاً إن الساموراي مسؤولون عن الكثير من المعاناة التي يتحملها المزارعون، ويكشف أنه ابن مزارع يتيم. ويتحول غضب الساموراي إلى عار.
يقوم كانبي بتسليح القرويين برماح الخيزران وينظمهم في فرق ويدربهم. تم رصد ثلاثة كشافة من قطاع الطرق. قُتل اثنان بينما يكشف الأخير عن مكان معسكرهم لإنقاذ نفسه. الساموراي يحرقون المعسكر في ضربة استباقية. ريكيتشي، قروي مضطرب يساعد الساموراي، ينهار عندما يرى زوجته التي تم اختطافها وجعلتها محظية خلال غارة سابقة. عند رؤية ريكيتشي، ركضت عائدة إلى كوخ محترق حتى وفاتها. قُتلت هيهاتشي برصاصة أثناء محاولتها منع ريكيتشي من ملاحقتها. في جنازة هيهاتشي، استوحى القرويون الحزينون إلهامهم من كيكوتشيو، الذي رفع راية صنعها هيهاتشي لتمثيل الساموراي الستة وكيكوتشيو والقرية.
عندما وصل قطاع الطرق أخيرًا، أذهلتهم التحصينات الجديدة التي تشمل خندقًا مائيًا وأسوارًا خشبية عالية. لقد أحرقوا منازل القرية النائية، بما في ذلك مطحنة جيساكو. تحاول عائلة جيساكو إنقاذه عندما يرفض التخلي عنها، لكن الجميع يموتون باستثناء طفل أنقذه كيكوتشيو. ثم يحاصر قطاع الطرق القرية، لكن الكثير منهم يُقتلون بينما يحبط المدافعون كل هجوم.
يمتلك قطاع الطرق ثلاثة بنادق مقفلة. يغامر كيوزو بالخروج بمفرده ويلتقط واحدًا؛ يتخلى كيكوتشيو الحسود عن فريقه لإعادة فريق آخر. ومع ذلك، فإن غيابه يسمح لحفنة من قطاع الطرق بالتسلل إلى موقعه وقتل العديد من المزارعين، ويقتل جوروبي دفاعًا عن منصبه. في تلك الليلة، توقع كانبي أن قطاع الطرق سيقومون بهجوم أخير بسبب أعدادهم المتضائلة.
في هذه الأثناء، اكتشف والد وشينو علاقتها بكاتسوشيرو، حيث كان غاضبًا من فقدانها عذريتها وقام بضربها. يتدخل كانبي والقرويون. يرى شيشيروجي أن مثل هذا السلوك طبيعي قبل المعركة ويجب أن يغفر له.
في صباح اليوم التالي سمح المدافعون لبقية قطاع الطرق بدخول القرية ونصبوا لهم كمينًا. مع اقتراب المعركة من نهايتها، يختبئ رئيس قطاع الطرق في كوخ النساء ويطلق النار على كيوزو ببندقيته. يندفع كيكوتشيو الغاضب إلى الداخل ويطلق عليه الرصاص أيضًا، لكنه يقتل الرئيس قبل أن يموت. تم قتل الخارجين عن القانون المتبقين.
بعد ذلك، يقف كانبي وكاتسوشيرو وشيشيروجي أمام التلال الجنائزية لرفاقهم، ويشاهدون القرويين المبتهجين وهم يغنون أثناء زراعة محاصيلهم. يلتقي كاتسوشيرو وشينو للمرة الأخيرة، لكن شينو تمر بجانبه بعد لحظة للانضمام إلى الزراعة مما يشير إلى انتهاء علاقتهما. يقول كانبي لشيشيروجي إنه نصر بيروسي آخر للساموراي: «النصر يعود لهؤلاء الفلاحين. وليس لنا».

## طاقم التمثيل

### الساموراي السبعة
- تاكاشي شيمورا في دور كانبي شيمادا (島田勘兵衛)، رونين أنهكته الحرب ولكنه مشرف واستراتيجي، وقائد السبعة
- يوشيو إينابا في دور غوروبي كاتاياما (片山五郎兵衛)، رامي سهام ماهر، يعمل بمثابة الرجل الثاني في القيادة بعد كانبي ويساعد في وضع المخطط الرئيسي للدفاع عن القرية
- دايسوكي كاتو في دور شيشيروجي (七郎次)، صديق كانبي القديم وملازم سابق
- سيجي مياغوتشي في دور كيوزو (久蔵)، مبارز جاد ذو وجه حجري وماهر للغاية
- مينورو تشياكي في دور هيهاتشي هاياشيدا (林田平八)، مقاتل ودود وإن كان أقل مهارة، يحافظ سحره وذكائه على معنويات رفاقه في مواجهة الشدائد
- إيزاو كيمورا في دور كاتسوشيرو أوكاموتو (岡本勝四郎)، الابن غير المختبر لساموراي ثري يملك أرضًا، والذي يتخذه كانبي على مضض كتلميذ
- توشيرو ميفوني في دور كيكوتشيو (菊千代)، محتال مرح ومتقلب المزاج يكذب بشأن كونه ساموراي، لكنه أثبت في النهاية قيمته وسعة حيلته

### القرويين
- يوشيو توشيا في دور ريكيتشي (利吉)، قروي متهور
- بوكوزن هيدري في دور يوهي (与平)، رجل عجوز خجول
- يوكيكو شيمازاكي في دور زوجة ريكيتشي
- كاماتاري فوجيوارا في دور مانزو (万造)، مزارع تتنكر ابنته في هيئة صبي في محاولة لحمايتها من الساموراي
- كيكو تسوشيما في دور شينو (志乃)، ابنة مانزو
- كوكوتين كودو في دور جيساكو (儀作)، بطريرك القرية، والمشار إليه باسم «الجد»
- يوشيو كوسوغي في دور موسوكي، أحد المزارعين الذين أرسلوا إلى المدينة لتوظيف الساموراي

### آخرون
- شينبي تاكاغي في دور زعيم قطاع الطرق
- شين أوتومو في دور الرجل الثاني في قيادة قطاع الطرق
- هارو ناكاجيما في دور كشاف قطاع طرق قُتل على يد كيوزو
- إيجيرو تونو في دور لص
- أتسوشي واتانابي في دور بائع الكعك
- توشيو تاكاهارا في دور الساموراي صاحب المسدس
- جون تاتارا في دور الحمال
- تاكيشي سيكي في دور الحمال
- تاتسويا ناكادي في دور ساموراي يتجول في المدينة

## الإنتاج

### الكتابة
أراد أكيرا كوروساوا في البداية أن يخرج فيلمًا عن يوم واحد في حياة ساموراي. لاحقًا، خلال بحثه، اكتشف قصة عن ساموراي يدافعون عن المزارعين. وفقًا للممثل توشيرو ميفوني، كان من المقرر في الأصل أن يسمى الفيلم «الساموراي الستة»، مع ميفوني يلعب دور كيوزو. خلال عملية كتابة السيناريو التي استمرت ستة أسابيع، أدرك كوروساوا وكتاب السيناريو أن «ستة ساموراي مملون - كانوا بحاجة إلى شخصية أكثر غرابة». أعاد كوروساوا تكليف ميفوني في دور كيكوتشيو ومنحه ترخيصًا إبداعيًا للتحسين في أدائه. خلال عملية كتابة السيناريو التي استمرت ستة أسابيع، لم يُسمح لكتاب السيناريو بالزيارات أو المكالمات الهاتفية.
كان كوروساوا والكتاب مبتكرين في صقل موضوع تجميع الشخصيات البطولية لأداء مهمة ما. وفقًا لتعليق مايكل جيك على أقراص دي في دي، كان فيلم الساموراي السبعة من بين الأفلام الأولى التي استخدمت عنصر الحبكة الشائع الآن المتمثل في تجنيد الأبطال وتجميعهم في فريق لتحقيق هدف محدد، وهي حبكة تم استخدامها في أفلام لاحقة مثل أسلحة نافارون، والشعلة، ونسخة ويسترن بعنوان السبعة الرائعون، وفيلم الرسوم المتحركة حياة حشرة. يتوقع الناقد السينمائي روجر إيبرت في مراجعته أن المشهد الذي يقدم الزعيم كانبي (حيث يحلق الساموراي عقدته، وهي علامة شرف بين الساموراي، من أجل الظهور في صورة راهب لإنقاذ صبي من مختطف) يمكن أن يكون هو أصل الممارسة، الشائعة الآن في أفلام الحركة، المتمثلة في تقديم البطل الرئيسي بمهمة لا علاقة لها بالحبكة الرئيسية.
ظهرت أدوات حبكة أخرى مثل البطل المتردد، والرومانسية بين امرأة محلية وأصغر بطل، وتوتر المواطنين العاديين، في أفلام أخرى قبل ذلك، ولكن تم دمجها في هذا الفيلم.[بحاجة لمصدر]

### تصميم الموقع
رفض كوروساوا تصوير قرية الفلاحين في استوديوهات توهو وأنشأ مجموعة كاملة من الديكورات في تاغاتا في شبه جزيرة إزو، شيزوكا. على الرغم من أن الاستوديو احتج على زيادة تكاليف الإنتاج، إلا أن كوروساوا كان مصرًا على أن «جودة موقع التصوير تؤثر على جودة أداء الممثلين... ولهذا السبب، قمت بصنع الديكورات تمامًا مثل الحقيقة. فهو يقيد التصوير لكنه يشجع هذا الشعور بالأصالة». وتحدث أيضًا عن «العمل المكثف» في صنع الفيلم: «لقد كانت السماء تمطر طوال الوقت، ولم يكن لدينا ما يكفي من الخيول. لقد كان مجرد نوع من الأفلام الذي من المستحيل صنعه في هذا البلد».

### التصوير

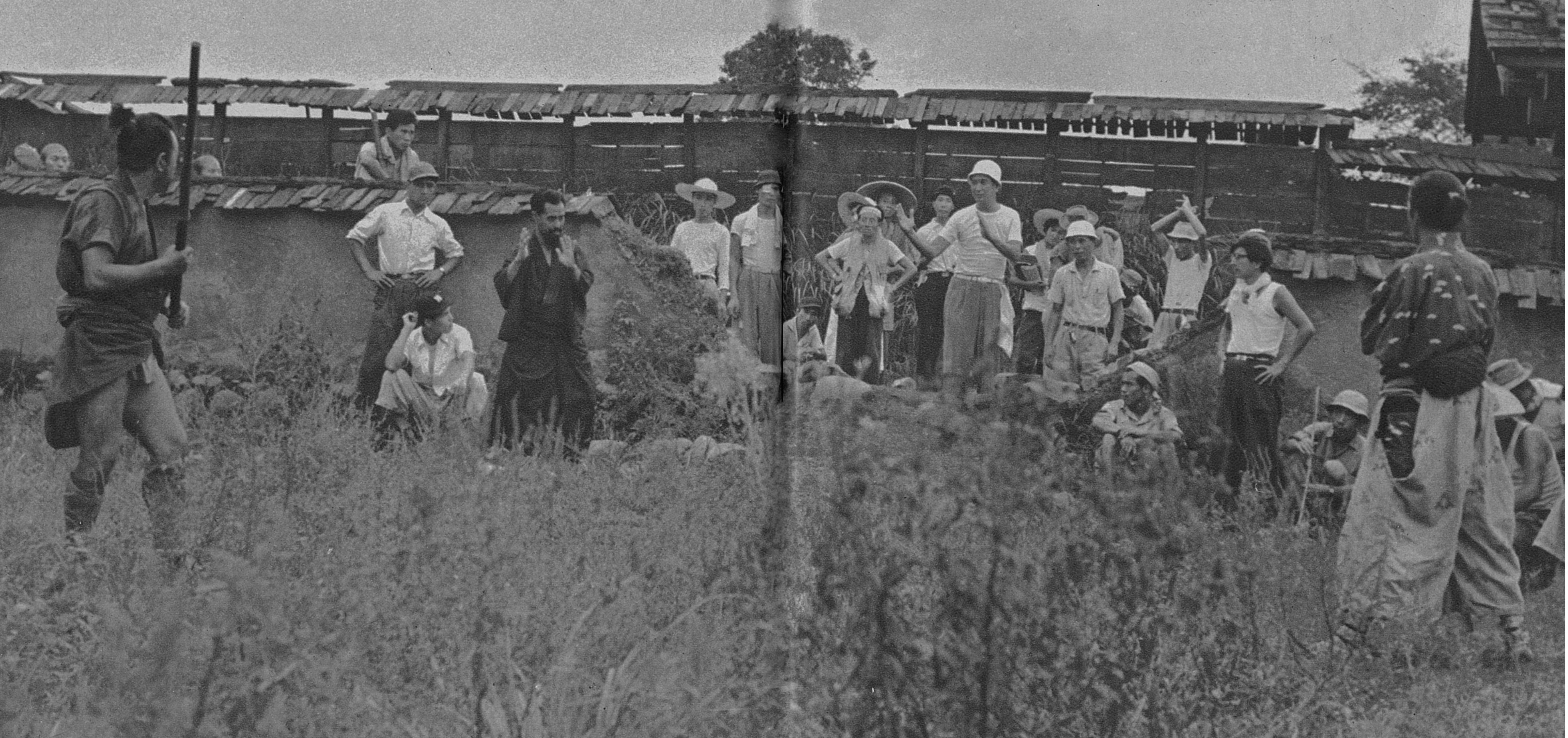
أكيرا كوروساوا يوجه سيجي مياغوتشي (أقصى الجانب الأيمن)

قبل فترة طويلة من صدوره، أصبح الفيلم بالفعل موضوع نقاش واسع النطاق. بعد ثلاثة أشهر من مرحلة ما قبل الإنتاج، كان هناك 148 يومًا من التصوير موزّعة على مدار عام، أي أربعة أضعاف الفترة المغطاة في الميزانية الأصلية، والتي وصلت في النهاية إلى ما يقرب من نصف مليون دولار. أوقف استوديو توهو الإنتاج مرتين على الأقل. في كل مرة، كان كوروساوا يذهب للصيد بهدوء، معتقدًا أن الاستوديو قد استثمر بالفعل بشكل كبير في الإنتاج وسيسمح له بإكمال التصوير. تم تصوير مشهد المعركة الأخير في الفيلم، والذي كان من المقرر تصويره في نهاية الصيف، في فبراير في درجات حرارة قريبة من التجمد. يتذكر ميفوني لاحقًا أنه لم يشعر بهذا البرد في حياته من قبل.
من خلال الحرية الإبداعية التي قدمها الاستوديو، استخدم كوروساوا العدسات المقربة، والتي كانت نادرة في عام 1954، بالإضافة إلى الكاميرات المتعددة التي سمحت للحدث بملء الشاشة ووضع الجمهور في منتصفها مباشرةً. «إذا قمت بتصويره بالطريقة التقليدية لقطة تلو الأخرى، فلن يكون هناك ضمان بأن أي إجراء يمكن تكراره بنفس الطريقة تمامًا مرتين.» لقد وجدها فعالة جدًا واستخدمها لاحقًا في الأفلام التي كانت أقل توجهاً نحو العمل. كانت طريقته هي وضع كاميرا واحدة في وضع التصوير الأكثر تقليدية، وكاميرا أخرى للقطات السريعة وكاميرا ثالثة «كنوع من وحدات حرب العصابات». تم تصميم هذه الطريقة لتصوير لقطات معقدة للغاية، حيث صمم كوروساوا حركة الكاميرات الثلاث باستخدام الرسوم البيانية.
أشرف على تصميم معارك الفنون القتالية للفيلم يوشيو سوغينو من تينشين شودن كاتوري شينتو ريو. في البداية، عمل جونزو ساساموري من أونو ها إيتو ريو مع سوغينو، ولكن طلبت منه وزارة التعليم التدريس في أوروبا أثناء الإنتاج.

### التحرير
أثناء التصوير، سرعان ما اكتسب كوروساوا سمعة طيبة بين طاقمه باعتباره «أعظم محرر في العالم» بسبب ممارسته التحرير في وقت متأخر من الليل طوال فترة التصوير. ووصف ذلك بأنه ضرورة عملية غير مفهومة بالنسبة لمعظم المخرجين، الذين أمضوا في الإنتاجات الكبرى عدة أشهر على الأقل مع محرريهم في تجميع الفيلم وتقطيعه بعد الانتهاء من التصوير.

### الموسيقى التصويرية
كان لدى كوروساوا اهتمام كبير بالموسيقى التصويرية لأفلامه. بالنسبة إلى «الساموراي السبعة»، تعاون للمرة السابعة وقبل الأخيرة مع صديقه والملحن فوميو هاياساكا. كان هاياساكا مريضًا بالفعل عندما زاره كوروساوا أثناء تصوير فيلم «الساموراي السبعة» وتوفي قبل الأوان بسبب مرض السل في 15 أكتوبر 1955، عن عمر يناهز 41 عامًا، بينما كان كوروساوا يصور فيلمه التالي أعيش في خوف، والذي لم يتمكن هاياساكا من إكماله.

## المواضيع
في تحليل دقة الفيلم بالنسبة لليابان في القرن السادس عشر، كتب فيليب كيمب، «بالنسبة للمزارعين الذين نهبت محاصيلهم، وأحرقت منازلهم، واغتصبت أو اختطفت النساء، أصبح التمييز بين محاربي الساموراي وفرق الطرق بلا معنى». يلاحظ كيمب كيف يكون كيكوتشيو «ابن مزارع يريد أن يصبح ساموراي، يمكنه رؤية كلا الجانبين: نعم، إنه غاضب، المزارعون جبناء، لئيمون، غادرون، قادرون تمامًا على سرقة وقتل الساموراي الجريح - لكنه الساموراي، مع نهبهم ووحشيتهم، التي جعلت المزارعين على هذا النحو، ورد الفعل المخزي لرفاقه يوضح أنهم لا يستطيعون الاعتراض على التهمة».
يشير كينيث توران إلى أن مدة العرض الطويلة "تعكس العام الزراعي بأكمله، من الزراعة إلى الإزهار الرائع إلى الحصاد". يشير المؤرخ ديفيد كونراد إلى أنه في وقت إصدار الفيلم، كان ما يقرب من نصف السكان اليابانيين لا يزالون يعملون. في الزراعة. على الرغم من أن دخل المزارع كان يرتفع بالفعل كجزء من المعجزة الاقتصادية اليابانية التي من شأنها أن تغير حياة الريف والحضر في الخمسينيات والستينيات من القرن الماضي، إلا أن العديد من ظروف القرية التي تم تصويرها في الفيلم كانت لا تزال مألوفة للجمهور في عام 1954.

## الاصدار

### في دور العرض
كان فيلم «الساموراي السبعة»، الذي تبلغ مدته 207 دقيقة، بما في ذلك استراحة مدتها خمس دقائق مع الموسيقى، أطول فيلم في مسيرة كوروساوا المهنية. خوفًا من عدم رغبة الجمهور الأمريكي في مشاهدة الفيلم بأكمله، قام استوديو توهو بإزالة 50 دقيقة من النسخة الأصلية لتوزيعه في الولايات المتحدة. تم توزيع تعديلات مماثلة في جميع أنحاء العالم حتى التسعينيات. ومنذ ذلك الحين، عادة ما يتم رؤية النسخة الكاملة.
تم إصدار الفيلم في الولايات المتحدة عام 1955، في البداية تحت عنوان السبعة الرائعون. بعد إصدار النسخة الأمريكية السبعة الرائعون عام 1960، عاد عنوان الفيلم الياباني إلى عنوانه الأصلي الساموراي السبعة في الولايات المتحدة.

### الإصدار المنزلي
قبل ظهور أقراص دي في دي، تم توزيع العديد من الإصدارات المحررة على الفيديو، ولكن معظم أقراص دي في دي وبلو راي تحتوي على النسخة الأصلية الكاملة لكوروساوا، بما في ذلك فترة الاستراحة لمدة خمس دقائق. منذ عام 2006، تتميز إصدارات مجموعة المعايير في الولايات المتحدة باستعادة دقة عرض 2 ألف بكسل الحصرية الخاصة بها، في حين أن معظم الإصدارات الأخرى، بما في ذلك جميع أقراص بلو راي غير الأمريكية، لديها نقل إتش دي أقدم من توهو في اليابان.

### 4K
في عام 2016، أجرت شركة توهو عملية ترميم بدقة 4K لمدة ستة أشهر، جنبًا إلى جنب مع فيلم إيكيرو (1952). نظرًا لأن مكان وجود العناصر السلبية الأصلية لـ الساموراي السبعة غير معروف، فقد تم استخدام العناصر السلبية المكررة من الجيل الثاني والعناصر السلبية المكررة من الجيل الثاني. وهو متاح كحزمة سينما رقمية من معهد الفيلم البريطاني. تم إصدار هذا الإصدار على الفيديو المنزلي في اليابان في عام 2023.

## الاستقبال

### شباك التذاكر
لاقى فيلم «الساموراي السبعة» استحسانًا كبيرًا من قبل الجمهور الياباني، وحقق إيرادات إيجارية للتوزيع بلغت 268.23 مليون ين ياباني، خلال الأشهر الاثني عشر الأولى من صدوره.. لقد كان ثالث أعلى فيلم في اليابان عام 1954، متفوقًا على غودزيلا، والذي باع بحد ذاته 9.69 مليون تذكرة وحقق ما يعادل معدل التضخم 13.7 مليار ين أو 105.000.000 دولار (ما يعادل 196.000.000 دولار في عام 2023). بحلول عام 1998.
في الخارج، دخل شباك التذاكر لإصدار الفيلم في أمريكا الشمالية عام 1956 غير معروف حاليًا.. حققت إعادة إصدار الفيلم عام 2002 إجمالي 271.841 دولارًا أمريكيًا في الولايات المتحدة و4.124 دولارًا أمريكيًا في فرنسا. في مهرجان كوروساوا وميفوني عام 2002 في الولايات المتحدة، حقق الفيلم 561.692 دولارًا. وهذا يضيف ما لا يقل عن 833.533 دولارًا أمريكيًا في الولايات المتحدة.
باعت الإصدارات الأوروبية الأخرى بين عامي 1997 و2018 27627 تذكرة.

### الاستجابة النقدية
على الرغم من أنه تلقى في البداية آراء متباينة من النقاد الغربيين، إلا أن فيلم الساموراي السبعة يعتبر الآن واحدًا من أعظم الأفلام في تاريخ السينما. على موقع مجمع التقييمات روتن توميتوز، حصل الفيلم على نسبة موافقة مثالية تبلغ 100% بناءً على 95 مراجعة، بمتوسط تقييم 9.6/10. يقول الإجماع النقدي للموقع: "يمكن القول إن تحفة أكيرا كوروساوا، الساموراي السبعة، هي مغامرة ملحمية كلاسيكية بقصة مثيرة وشخصيات لا تُنسى وتسلسلات حركة مذهلة تجعله واحدًا من أكثر الأفلام تأثيرًا على الإطلاق". وهو حاليًا يحتل المرتبة 18 في قائمة التصويت الخاصة بأكشن/المغامرة، والثالثة في قائمة أفضل 100 فيلم فني وعالمي. على ميتاكريتيك، حصل على 98 من أصل 100 بناءً على 7 مراجعات نقدية. في موقع سينساسين، حصل الفيلم على 4.3 من 5 بناءً على 3 مراجعات نقدية.
عند إصداره الأولي في الولايات المتحدة باسم السبعة الرائعون، قامت الناقدة السينمائية واندا هيل بمراجعة الفيلم في صحيفة نيويورك ديلي نيوز وصنفته بأربعة نجوم في عام 1956. وأشارت إلى أنه كان مختلفًا تمامًا عن فيلم كوروساوا السابق راشومون (1950) من حيث أنه كان «فيلمًا رائعًا». «فيلم أكشن لكن كوروساوا "تفوق على نفسه" بفيلم الرائعون السبعة». وأثنت على رواية كوروساوا للقصص "لإدراكه العميق للطبيعة البشرية وإدراكه أنه لا يوجد شخصان متشابهان، واتجاهه الحساس والمعرفي الذي لا يترك الجمهور يفقد الاهتمام أبدًا بتطوير الحبكة، وموهبته في خوض المعركة. المشاهد والأحداث العنيفة مثيرة للغاية للجمهور وقدرته على نسج الفكاهة والرومانسية بشكل طبيعي بين الأحداث الجادة. كما أشادت بـ "الأداءات الملهمة" للممثلين، بما في ذلك تاكاشي شيمورا وتوشيرو ميفوني، من بين ممثلين آخرين.
قارن العديد من النقاد خارج اليابان الفيلم بأفلام الغرب الأمريكي. قال بوسلي كروذر، الذي يكتب لصحيفة نيويورك تايمز، إن الفيلم «يحمل مقارنة ثقافية مع فيلمنا الغربي الشهير ظهيرة مشتعلة. وهذا يعني أنه فيلم أكشن خارجي قوي وطبيعي، حيث تظهر فيه صفات القوة البشرية. ويتم اكتشاف الضعف في أزمة محفوفة بالمخاطر». نقل مؤرخ الأفلام بيتر كووي عن كوروساوا قوله: «الأفلام الغربية الجيدة محبوبة من قبل الجميع. وبما أن البشر ضعفاء، فإنهم يريدون رؤية أشخاص طيبين وأبطال عظماء. لقد تم تكرار أفلام الغرب الأمريكي مرارًا وتكرارًا، وفي هذه العملية، ظهر نوع من القواعد النحوية. لقد تطورت من قواعد اللغة الغربية هذه». يواصل كووي هذه الفكرة بالقول، «إن إمكانية نقل الساموراي السبعة بسلاسة تامة إلى بيئة أمريكية تؤكد مدى دقة كوروساوا في استيعاب هذه القواعد».
في عام 1982، تم التصويت عليه في المرتبة الثالثة في استطلاع رأي النقاد لأعظم الأفلام. في استطلاع رأي نقاد المشهد والصوت لعام 2002، تم تصنيف الفيلم في المرتبة الحادية عشرة. في استطلاع رأي المخرجين المشهد والصوت، تم التصويت عليه في المرتبة العاشرة في عام 1992 والرقم التاسع في عام 2002. كما أنه احتل المرتبة السابعة عشرة في استطلاع رأي النقاد لعام 2012 المشهد والصوت، وفي كلتا الحالتين تم ربطه براشومون الخاص بكوروساوا (1950). كما احتل المرتبة السابعة عشرة في استطلاع رأي مخرجي المشهد والصوت لعام 2012.
في عام 1998، احتل الفيلم المرتبة الخامسة في قائمة أفضل 100 فيلم لمجلة تايم آوت (الذكرى المئوية). صنفته مجلة إنترتينمنت ويكلي على أنه أعظم 12 فيلمًا على الإطلاق في عام 1999. في عام 2000، احتل الفيلم المرتبة 23 في قائمة ذا فيليج فويس لأعظم 100 فيلم. في يناير 2002، تم التصويت للفيلم في المرتبة رقم 81 في قائمة «أفضل 100 فيلم أساسي في كل العصور» من قبل الجمعية الوطنية لنقاد السينما.
في عام 2007، احتل الفيلم المرتبة الثالثة في استطلاع رأي قراء صحيفة الغارديان في قائمتها لـ "أعظم 40 فيلمًا أجنبيًا في كل العصور". تم التصويت للفيلم في المرتبة رقم 57 في قائمة "أعظم 100 فيلم" من قبل المجلة الفرنسية البارزة دفاتر السينما في عام 2008. في عام 2009، تم التصويت للفيلم في المرتبة الثانية في قائمة أعظم الأفلام اليابانية على الإطلاق من قبل مجلة الأفلام اليابانية كينيما جونبو. تم تصنيف الساموراي السبعة في المرتبة الأولى في قائمة مجلة إمباير لـ "أفضل 100 فيلم للسينما العالمية" في عام 2010.
وقد أضافه الناقد السينمائي روجر إيبرت إلى قائمة الأفلام الرائعة في عام 2001. أدرجه مارتن سكورسيزي في قائمة "39 فيلمًا أجنبيًا أساسيًا لمخرج شاب". وقد أدرجه المخرج الروسي أندريه تاركوفسكي أيضًا كواحد من أفضل عشرة أفلام مفضلة لديه.
قام كوروساوا بإخراج وتحرير العديد من أفلامه، بما في ذلك الساموراي السبعة. في عام 2012، أدرجت نقابة محرري الصور المتحركة فيلم الساموراي السبعة في المرتبة 33 كأفضل فيلم تم تحريره على الإطلاق بناءً على استطلاع رأي لأعضائها. تم التصويت عليه كأفضل فيلم بلغة أجنبية على الإطلاق في استطلاع بي بي سي لعام 2018 الذي شمل 209 نقادًا في 43 دولة. في عام 2019، عندما استطلعت تايم آوت آراء نقاد السينما والمخرجين والممثلين والممثلين الخطرين، تم التصويت لـ الساموراي السبعة كثاني أفضل فيلم أكشن على الإطلاق. في عام 2021، احتل الفيلم المرتبة السابعة في قائمة مجلة تايم آوت لـ «أفضل 100 فيلم على الإطلاق».

### الإصدار المنزلي
اعتبارًا من عام 2017، يعد فيلم «الساموراي السبعة» هو عنوان الفيديو المنزلي الأكثر مبيعًا على الإطلاق الذي أصدره معهد الفيلم البريطاني.

## الارث
كان فيلم الساموراي السبعة بمثابة نقطة تحول فنية وإبداعية وأصبح الفيلم الأكثر ربحًا في اليابان ووضع معيارًا جديدًا لهذه الصناعة. لقد ظل مؤثرًا للغاية، وغالبًا ما يُنظر إليه على أنه أحد أكثر الأفلام العظيمة و«المعاد صياغتها والمرجعي» في السينما.
كانت هناك آلات باتشينكو تعتمد على الساموراي السبعة في اليابان. بيعت 94000 وحدة من آلات باتشينكو من طراز ساموراي في اليابان اعتبارًا من مارس 2018، ما يعادل 470 مليون دولار أمريكي من إجمالي الإيرادات.

## وصلات خارجية
- الساموراي السبعة على موقع IMDb (الإنجليزية)
- الساموراي السبعة على موقع ميتاكريتيك (الإنجليزية)
- الساموراي السبعة على موقع الموسوعة البريطانية (الإنجليزية)
- الساموراي السبعة على موقع روتن توميتوز (الإنجليزية)
- الساموراي السبعة على موقع نتفليكس (الإنجليزية)
- الساموراي السبعة على موقع قاعدة بيانات الأفلام العربية
- الساموراي السبعة على موقع ألو سيني (الفرنسية)
- الساموراي السبعة على موقع Turner Classic Movies (الإنجليزية)
- الساموراي السبعة على موقع أول موفي (الإنجليزية)
- الساموراي السبعة على موقع بوكس أوفيس موجو (الإنجليزية)